# Upplands runinskrifter 1173
Upplands runinskrifter 1173, U 1173, är en runsten som tidigare stått vid gården Lilla Ramsjö, i Morgongåva. Stenen flyttades 1787 till Princes Gardens i Edinburgh, Skottland.
Stenen skänktes år 1787 av Sir Alexander Seton på Ekolsund till The Society of Antiqaries of Scotland och fördes samma år till Edinburgh. Johan Nordenfalk återfann stenen stående vid slottsberget i Edinburgh. Runstenen stod uppställd vid Princess Gardens, längst upp i södra sluttningen av slottsberget, men i december 2017 lyftes den upp och i juni 2018 undersöks den och dokumenteras via en 3D scanning. Den 30e november 2019 restes den på plats i en lite grönyta mellan två byggnader utanför universitetets del för Skandinaviska studier vid George Square 50 i den skotska huvudstaden.
2014 uppfördes en kopia av stenen strax intill järnvägsstationen i Morgongåva efter initiativ av Mats Köbin och Linda Silja. Den nytillverkade kopian gjordes av runristaren Karl Krister Dahlberg och hans företag Kalle Runristare på Adelsö. Detta initiativtagande blev även startskottet för föreningen Morgongåva Vikingavänner. 
Runsten U 1173 har en inskrift som i översättning lyder:

## Inskriften
Translitterering av runraden:
' ari + rasti + stain + aftir + (h)ialm + faþur sin + kuþ + hialbi + ant hans
Normalisering till runsvenska:
Ari ræisti stæin æftiʀ Hialm, faður sinn. Guð hialpi and hans.
Översättning till nusvenska:
Are reste stenen till minne av Hjälm, sin fader. Gud hjälpe hans ande

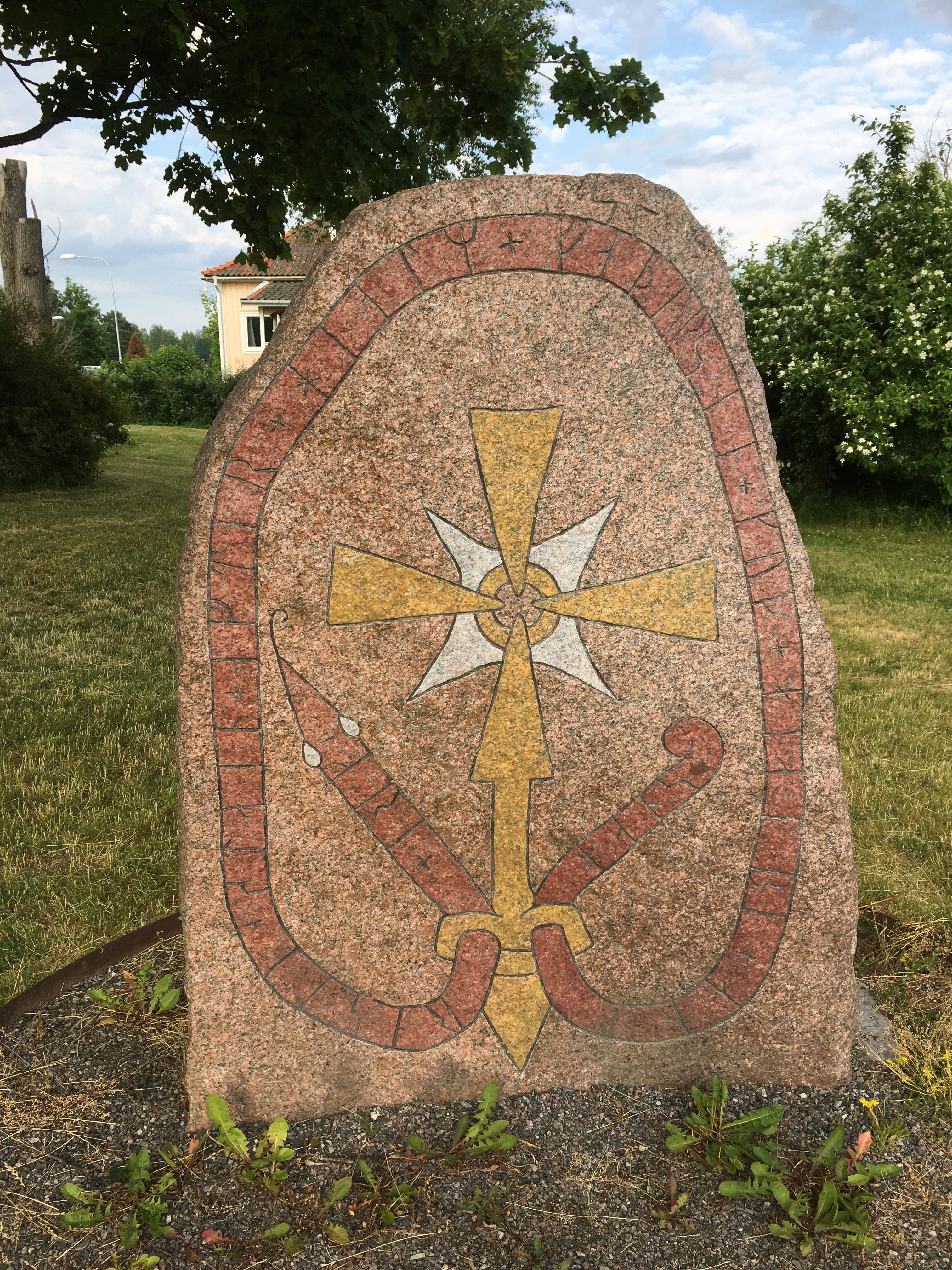
Kopian i Morgongåva.

 De båda mansnamnen är ovanliga. Ari finns med i ytterligare en inskrift från södra Uppland, U 742, möjligen också i U 716. Ristningen är enligt Erik Brate utförd av den i Åsunda, Simtuna och Torstuna härader verksamme runristaren Erik.